# Мы — на острове Сальткрока
«На острове Сальткрока» или, по сериалу: «Мы — на острове Сальткрока» (швед. Vi på Saltkråkan) — повесть Астрид Линдгрен. От других произведений писательницы отличается тем, что сначала был написан сценарий, по которому сняли телесериал, а уже потом вышла книга.

## Сюжет
На острове Сальткрока вместе с отцом Ниссе, матерью Мэртой, двумя старшими сёстрами Тедди и Фредди, а также с сенбернаром Боцманом живёт маленькая девочка по прозвищу Чёрвен (что в переводе со шведского означает «колбаска»), а по имени Карин-Мария-Элеонора-Жозефина. Когда приходит лето, на остров, в Столярову усадьбу приезжает семья Мелькерссон, и Чёрвен знакомится с семилетним Пелле, его старшими братьями Никласом и Юханом, старшей сестрой Малин, которая заменила младшим братьям умершую мать, и с их отцом, которого для краткости все зовут Мелькер.
Семью Мелькерссон отличает способность влипать в нелепые истории и попадать во всяческие передряги. Однако это неумение
быть «как все» и соответствовать общепринятым нормам располагает к ним и соседей по острову Сальткрока, и читателей этой книги для всех возрастов.

## Факты
- Реальный остров Норрёра (швед. Norröra)[2] Стокгольмского архипелага, выбранный продюсером Улле Нордемаром и режиссером Улле Хелльбумом для съемок сериала, послужил, таким образом, прототипом литературного и кинематографического острова Сальткрока. Это название Астрид Линдгрен позаимствовала у семейной яхты (купленной у директора книжного издательства Ханса Рабена)[3], оно буквально переводится «солёная ворона», а как фразеологизм означает, согласно примечанию переводчика, «медвежий угол, захолустье»[4]. С тех пор как вышли в свет и обрели широкую популярность сериал и книга об обитателях Сальткроки, по Норрёре летом проводятся экскурсии как по «Острову Чёрвен»[5][6].

## Экранизации

### Сериал
- 1964. На острове Сальткрока (сериал, Швеция). В отличие от большинства других экранизаций Астрид Линдгрен, сериал «Мы — на острове Сальткрока» не был основан на книге. Сценарий, написанный непосредственно для телесериала, после выхода картины на экраны издали в виде книги[1]. Сериал, состоящий из 13 серий, зрители увидели в 1964 году. Он оказал большое влияние на шведское телевидение, которое на момент премьеры ограничивалось всего лишь одним каналом и вещало только в чёрно-белом режиме — однако сериал был снят в цвете.

### Полнометражные фильмы
- 1964. Чёрвен, Боцман и Моисей (швед. Tjorven, Båtsman och Moses)
- 1965. Чёрвен и Крикуша (швед. Tjorven och Skrållan)
- 1966. Чёрвен и Пираты (швед. Tjorven och Mysak)
- 1967. Крикуша и Контрабандисты (швед. Skrållan, Ruskprick och Knorrhane)